# Alpaida citrina
Alpaida citrina là một loài nhện trong họ Araneidae.
Loài này thuộc chi Alpaida. Alpaida citrina được Eugen von Keyserling miêu tả năm 1892.